# Теплица
Тепли́ца — отапливаемый или автономный парник для круглогодичного или внесезонного выращивания тепличных культур и рассады, представляющий собой сооружение защищённого грунта со светопроницаемым куполом или южной его частью при низком стоянии солнца для выращивания ранней рассады (капусты, томатов, огурцов, декоративных растений, укоренения черенков или доращивания горшочных растений), для последующего высаживания в открытый грунт или полного цикла выращивания той или иной культуры под куполом теплицы.
Тепличный комбинат — промышленные здания, предназначенные для размещения в них орудий производства и для выполнения трудовых процессов, в результате которых вырабатывается промышленная продукция сельскохозяйственного производства культивационной природы происхождения (круглогодичные и весенне-осенние теплицы, омшаник и площадка для ульев при использовании пчёлоопыляемых сортов, объекты складского назначения, машинный блок, экспедиционное подразделение для вывоза продукции).

## Овощеводство закрытого грунта в России
Овощеводство закрытого грунта имеет в России особое значение из-за климатических условий.
В 2021 году урожай в зимних теплицах обновил рекорд 2020 года — получено более 1,4 млн тонн продукции. В том числе производство огурцов составило не менее 830 тыс. тонн, а томатов — 590 тыс. тонн, самообеспеченность огурцами достигла 95 %, томатами 65 %.
В первую очередь инвесторы начали вкладываться в теплицы по производству огурцов. В итоге за восемь лет производство огурцов защищенного грунта в России увеличилось более чем в два раза — с 392 тыс. тонн в 2013 году до 830 тыс. в 2021 году. Вместе с ростом производства тепличных овощей выросло и их потребление. За восемь лет потребление огурцов в России увеличилось в полтора раза — с 616 тыс. тонн в 2013 году до 935 тыс. тонн в 2021 году. С 2022 года государство начнет компенсировать строительство тепличных предприятий в регионах Дальнего Востока.
Национальный союз производителей плодов и овощей в 2021 году отметил самую высокую динамику в выращивании томатов: это приводит к снижению закупок за рубежом на 10-15 %. В 2022 году производство тепличных овощей продолжится, а после того, как будут закрываться внутренние потребности, российские производители готовы к поставкам за рубеж.
Объёмы увеличиваются за счет ввода в эксплуатацию новых комплексов и модернизации действующих предприятий. В 2021 году их площади прибавили 6 % — с 3 до 3,2 тыс. гектаров. Ожидается, что к 2025 году объём производства овощей в круглогодичных теплицах составит не менее 1,6 млн тонн овощей.
Урожайность культур ежегодно повышается благодаря использованию высокопродуктивных сортов и современных технологий. В теплицах пятого поколения она достигает порядка 100 кг/1 м² по томату и более 160 кг/1 м² по огурцу.
Лидерами среди регионов в овощеводстве закрытого грунта являются Липецкая, Московская, Калужская, Волгоградская, Новосибирская, Саратовская, Челябинская области, Краснодарский и Ставропольский края, республики Башкортостан и Татарстан, Карачаево-Черкесская Республика. На их долю приходится более 60 % от общего объёма производства в стране.

## История
Идея выращивания растений на экологически безопасных территориях существует ещё со времён Римской империи. Римский император Тиберий ежедневно ел овощ, похожий на огурец. Римские садовники использовали искусственные методы (аналогичные тепличной системе) выращивания, чтобы они были доступны для его стола каждый день в году. Огурцы сажали в тележки на колесах, которые ежедневно ставили на солнце, а затем помещали внутрь, чтобы согреться на ночь. Огурцы хранились под рамой или в огуречных домиках, покрытых либо промасленной тканью, известной как specularia, либо листами селенита (lapis specularis), согласно описанию Плиния Старшего.

## Концепция теплицы
- Поглощение теплицей максимального количества солнечного излучения в течение светового дня:
  - Размещение прямоугольных теплиц в оси запад-восток[2]
    - В строительных правилах предлагается вариант расположения теплицы по направлению преобладающих зимних ветров[1].

  - Расчёт наклона прозрачных стенок на основании высоты стояния солнца в расчётное время года.
- Аккумуляция тепла в течение дня и постепенное расходование тепла в ночное время
  - Исполнение внутренней части северной стенки из теплоаккумулирующего материала
  - Теплоаккумуляция в грунте за счёт устройства специальных вентиляционных каналов
  - Устройство высоких грядок с коррекцией увеличенных потерь влаги грунтом и избыточной влаги воздуха
- Теплоизоляция всей теплицы для сохранения в ней как можно большего количества тепла
  - Противодействие теплопотерям через промерзание грунта под стенками
  - Раскатывание теплоизолирующих материалов над прозрачной стенкой в период отсутствия инсоляции
- Дополнительные механизмы стабилизации температурного режима, влажности, освещенности
  - Резервные отопительные мощности
  - Системы активной досветки при низкой продолжительности светового дня в культивации светолюбивых культур.

## Теплофизические свойства материалов
Светопроницаемые стенки теплицы покрываются полиэтиленовой плёнкой, стеклом, пластиком (в том числе сотовым поликарбонатом). Полученное теплицей от солнца и труб отопления тепловое излучение (длинноволновое инфракрасное излучение) задерживается светопрозрачным ограждением, накапливается растениями и почвой.
Материал, из которого состоят стенки, играет роль селективно передающей среды для различных спектральных частот, его действие заключается в улавливании энергии внутри теплицы. Такими свойствами в разной мере обладают стекло, поликарбонат и полиэфирная плёнка. Полиэтиленовая плёнка практически прозрачна в тепловом диапазоне, и может вызвать на почве явление радиационных заморозков с образованием инея.

## Вентиляция
Воздух, нагретый от внутренней поверхности, конвекционно циркулирует внутри конструкции теплицы, обеспечивая защиту надземных частей растений в ночное время.
На утренние часы, когда почва остыла, более холодный и плотный приземный слой воздуха противодействует эффективной теплоаккумуляции в грунт. Эта проблема может быть эффективно решена разными способами:
- южным наклоном посевной площади (грядок)
- принудительной вентиляцией
- разной высотой вентиляционных патрубков подземных воздушных каналов

Самый крупный комплекс теплиц находится в испанской провинции Альмерия. В городе Московский имеется крупнейший в России тепличный комплекс.

## Обогащениеуглекислым газом
Практика использования обогащенных углекислым газом газовых смесей в теплице известна давно.
В процессе фотосинтеза растения потребляют углекислый газ из атмосферы теплицы. При уменьшении углекислого газа в теплице рост и плодоношение растений снижается, но при дополнительной вентиляции увеличиваются потери воды, испаряемой вегетативными частями растений, и тепла.
Дилемму можно разрешить, разместив тепличный агрокомплекс рядом с промышленным источником углекислого газа.
Для отдельных теплиц распространены такие способы генерации углекислоты (CO₂ генератор, Carbon dioxide generator):
- Ввод очищенных в скрубберах отработанных газов из котельной
- Прямая газация путем установки горелок в помещении теплицы
- Подача углекислоты напрямую из баллона

По нормам технологического проектирования теплиц НТП 10—95 % концентрация углекислого газа в газовой смеси для томатов 0,13—0,15 %, для огурцов 0,15—0,18 %, при условии фотосинтетической активной радиации (ФАР) на уровне не менее 160 Вт/м2. При уровне ФАР ниже 16 Вт/м2 применение углекислотного обогащения газовой смеси не эффективно. Кроме того предельное содержание углекислого газа в воздухе теплицы, согласно этому документу, составляет 0,33 %.